# マヌエル・サラビア
マヌ・サラビア（Manu Sarabia, 1957年1月9日 - ）は、スペイン・ビスカヤ県アバント・イ・シエルバナ＝アバント・シエルベナ出身のサッカー選手、サッカー指導者。スペイン代表であった。ポジションはフォワード。

## 経歴

### クラブ
アスレティック・ビルバオの下部組織（レサマ）で育ち、1976年9月19日のCDマラガ戦(1-1)でトップチームデビュー。1977-78シーズンは近隣のバラカルドCFにレンタル移籍したが、1978年には正式にアスレティック・ビルバオのトップチームに昇格した。1982-83シーズンにはプリメーラ・ディビシオン（1部）で自己最多の16得点を挙げ、同シーズンと1983-84シーズンにはリーグ戦で2連覇を達成。アスレティック・ビルバオではプリメーラ・ディビシオン通算284試合に出場して83得点を記録した。1988年には同じプリメーラ・ディビシオンのCDログロニェスに移籍し、79試合に出場して19得点を挙げた。
1991年の現役引退後には指導者に転身し、1995-96シーズンにはセグンダ・ディビシオン（2部）のビルバオ・アスレティック監督に就任したが、セグンダ・ディビシオンB（3部相当）降格という結果に終わった。

### 代表
1983年にスペイン代表デビューし、同年12月21日、UEFA欧州選手権1984予選のマルタ共和国戦(12-1)で初得点を挙げた。フランスで開催されたUEFA欧州選手権1984本大会にも出場し、準優勝したチームで3試合に途中出場した。

### 代表での得点
| #  | 日付           | 場所             | 相手         | スコア | 結果 | 大会                                    |
| -- | -------------- | ---------------- | ------------ | ------ | ---- | --------------------------------------- |
| 1. | 1983年12月21日 | セビージャ       | マルタ       | 11-1   | 12-1 | UEFA欧州選手権1984予選                  |
| 2. | 1985年6月12日  | レイキャヴィーク | アイスランド | 1-1    | 1-2  | 1986 FIFAワールドカップ・ヨーロッパ予選 |

## タイトル

### クラブ
- アスレティック・ビルバオ

プリメーラ・ディビシオン: 1982–83, 1983–84
コパ・デル・レイ: 1983–84
スーペルコパ・デ・エスパーニャ: 1984

### 代表
- スペイン代表

UEFA欧州選手権 準優勝 : 1984